# Данилевський Микола Якович
Данилевський Микола Якович (нар. 28 листопада 1822 — 1 листопада 1885) — російський природознавець, філософ і соціолог, ідеолог панславізму.  Державний чиновник - Дійсний статський радник (1868).

## Життєпис
Народився в селі Оберець Лівенського повіту Орловської губернії (нині село Липецької області, РФ) в родині генерала. Закінчив Царськосільський ліцей (1842) та Петербурзький університет (1849). Заарештований за участь у діяльності гуртка петрашевців та висланий із Санкт-Петербурга (1849). Працював чиновником у канцелярії вологодського та самарського губернаторів. Очолював кілька експедицій з вивчення промислових запасів риби та дичини в різних регіонах Російської імперії.
Був одним із перших, хто обстоював теорію циклічних культурно-історичних типів в історії людства (див. циклічності теорії).  Вважав, що єдиної загальнолюдської цивілізації не існує. У всесвітній історії виділяв 13 цивілізаційних типів: 1) єгипетський; 2) китайський; 3) давньосемітський; 4) індійський; 5) іранський; 6) єврейський; 7) грецький; 8) римський; 9) арабський; 10) германо-романський; 11) перуанський; 12) мексиканський; 13) слов'янський. Найбільшу увагу приділяв германо-романському та слов'янському типам цивілізацій. Обмежував час функціонування (цикл) будь-якого культурного типу строком у півтори тисячі років, і поділяв його на три періоди: 1) етнічний (1000 років); 2) державний (400 років); 3) творчий, цивілізаційний (50—100 років). Заперечував спадковість культурних засад від однієї цивілізації до іншої. Виступав за об'єднання всіх слов'ян у Всеслов'янську федерацію на чолі з Росією зі столицею в Царграді (Константинополі). До новоутвореної федерації мали увійти як Наддніпрянська Україна, так і Галичина та Угорська Русь. В політичному плані теорія Данилевського обґрунтовувала ідеї панславізму.

## Твори
- (рос.)О мерах по обеспечению народного продовольствия на крайнем Севере России. СПб., 1869;
- (рос.)Россия и Европа. СПб., 1871; М., 1991;
- (рос.)Дарвинизм: Критическое исследование, т. 1–2. СПб., 1885–89;
- (рос.)О низком курсе наших денег и новых источниках государственных доходов. СПб., 1886;
- (рос.)Сборник политических и экономических статей Н.Я. Данилевского. СПб., 1890.